# Человек и закон (журнал)
«Человек и закон» — ежемесячный научно-популярный журнал общественно-политической, правовой и публицистической направленности, основной задачей которого на протяжении многих десятилетий является правовое просвещение граждан.
Издаётся в Москве с 1971 года.

## Цели
При создании основной задачей журнала была пропаганда советского права, советского образа жизни, социалистической морали среди широких масс трудящихся.
На страницах журнала регулярно давались консультации на правовые темы и ответы на вопросы трудящихся, публиковались литературные произведения советских и зарубежных авторов, посвященные борьбе с преступностью. Имелся раздел истории государства и права.
Тираж ежемесячника в январе 1978 года составлял 3,3 млн экземпляров, в 1987 году — 10,14 млн экземпляров.
В настоящее время издаётся с периодичностью 6 раз в полугодие. Тираж — 2000 экземпляров.
Издание публикует материалы, касающиеся защиты прав и законных интересов личности, разъяснения и комментарии специалистов к новым нормативным актам и законам.
На страницах журнала регулярно выступают известные юристы, учёные, общественные деятели по актуальным вопросам политики государства в области законодательства.
Продолжая традиции, в каждом номере «Человека и закона» читатель может прочитать очерки, статьи, корреспонденции, посвящённые борьбе с преступностью. В «Читальном зале» издания помещаются детективные повести и рассказы отечественных и зарубежных авторов.